# وسام الحسين للعطاء المميز
وسام الحسين بن طلال للعطاء المميز هو وسام ملكي أردني رفيع، اُستحدِثَ بتاريخ 29 مارس 1997 ليمنحه الملك الأردني للشخصيات البارزة التي قدمت خدماتٍ جليلة أو عطاءً مميزًا بشكل عام، وهو على اسم الملك الأردني الحسين بن طلال.

## تاريخ
اُستحدِثَ وسام الحسين للعطاء المميز في تاريخ 29 مارس 1997 بأمر من الملك الأردني في حينه الحسين بن طلال ليجري منحه للشخصيات البارزة التي قدمت خدماتٍ جليلة أو عطاءً مميزًا بشكل عام.

## درجات الوسام
يتكون وسام الحسين للعطاء المميز من درجتين فقط، وهما:
| الدرجة الأولى (العليا) | الدرجة الثانية |
| ---------------------- | -------------- |
|                        |                |

## أبرز الحائزين عليه
- وداد قعوار، الدرجة الأولى.[4]
- هيفاء نجار، الدرجة الأولى، عام 2001.[5]
- محمود السمرة، الدرجة الأولى، عام 2004.[6]
- أشرف الكردي، الدرجة الأولى، عام 2007.[7]
- مهنا الدرة، الدرجة الأولى، عام 2008.[8]
- سميحة خريس، الدرجة الثانية، عام 2015.[9]
- عمر العبداللات، الدرجة الثانية، عام 2007.[10]

## انطر أيضًا
- وسام الملك عبد الله الثاني للتميز

## وصلات خارجية
- عن وسام الحسين للعطاء المميز، موقع الديوان الملكي الهاشمي.
- عن وسام الحسين للعطاء المميز، موقع التراث الملكي الأردني.